# Kingdoms of Amalur: Reckoning
Kingdoms of Amalur: Reckoning is een Hack and slash RPG ontwikkeld door 38 Studios in samenwerking met Big Huge Games en uitgegeven door Electronic Arts. In Europa kwam het spel uit op 9 februari 2012 voor op Microsoft Windows, PlayStation 3 en de Xbox 360.

## Gameplay
De speler kan uit vier speelbare rassen en drie klassen kiezen. De vier speelbare rassen zijn de Almain (stedelijke mensen), Dokkalfar (donkere elven), Ljosalfar (lichte elven) en de Varani (nomadische mensen). Tijdens de intromissie is de speler nog niet gespecialiseerd, maar vlak daarna kan de speler een klasse kiezen. Dit zijn Finesse (rogue), Might (strijder) en Sorcery (magiër).
Met elk level dat de speler omhoog gaat, wordt een aantal punten gegeven. Deze punten kunnen gebruikt worden om krachten vrij te spelen binnen de gekozen klasse. Tevens kan de speler een andere klasse combineren, om zo bijvoorbeeld een strijder te worden die ook magie gebruikt.
Gevechten zijn over het algemeen hetzelfde als de gemiddelde hack and slash. Soms komen er quicktime-events voor, vooral als een vijand bijna verslagen is. De grootste verandering in de gevechten is de Reckoning Mode. In de Reckoning modus gaat het spel in slow motion waardoor de speler gemakkelijk vijanden kan verslaan. Elke vijand die verslagen is knielt tot aan het aflopen van de Reckoning modus, waarna alle vijanden tegelijk dood neervallen. De Reckoning modus moet succesvol afgerond worden om te zorgen dat de vijanden doodgaan na het knielen. Dit wordt gedaan door het zogeheten fateshifting. Fateshifting wordt toegepast op één vijand waarbij de speler een bepaalde knop zo snel mogelijk moet indrukken om die vijand af te maken. Hoe sneller de knop ingedrukt wordt, hoe meer exp de speler verdient.
Net zoals de meeste RPG's kan de speler praten met NPC's en hebben bepaalde keuzes effect op het spel.
Oprichter van 38 Studios Curt Schilling, noemt het spel een combinatie van God of War en The Elder Scrolls IV: Oblivion.

## Verhaal
Kingdoms of Amalur: Reckoning speelt zich af in de Faelands, een land waar onsterfelijke Fae wonen van het zomer- en winterrijk. Er heerst een bloedige strijd tussen een splintergroep van de Fae van het winterrijk en de sterfelijke rassen. De speler is een van de soldaten van de sterfelijke rassen, die bekendstaat als de Fateless One en sterft tijdens een gevecht. Na de dood wordt de speler tot leven gewekt met de Well of Souls door een gnoom genaamd Fomorous Hugues. De speler moet de plek ontvluchten en het verleden van de Fateless One ontrafelen, aangezien de Fateless One bij het tot leven wekken alle herinneringen kwijt is geraakt. Tevens moet de speler een einde maken aan de Crystal War die nu speelt.